# Rather Be (chanson de Clean Bandit)
Pour les articles homonymes, voir Rather Be.
Singles de Clean Bandit
Dust Clears
(2013) Extraordinary
(2014)
Singles par Jess Glynne
My Love
(2014)
Rather Be est une chanson interprétée par le groupe électronique anglais Clean Bandit en collaboration avec  la chanteuse Jess Glynne sortie en single le 17 janvier 2014. Il s'agit du quatrième extrait du premier album studio du groupe, New Eyes qui est publié en mai 2014.
La chanson connaît un succès international. Elle remporte le Grammy Award du meilleur enregistrement dance en 2015.  

## Classements hebdomadaires
| Classements (2014)                      | Meilleure position |
| --------------------------------------- | ------------------ |
| Allemagne (Media Control AG)            | 1                  |
| Australie (ARIA)                        | 2                  |
| Autriche (Ö3 Austria Top 40)            | 1                  |
| Belgique (Flandre Ultratop 50 Singles)  | 2                  |
| Belgique (Wallonie Ultratop 50 Singles) | 3                  |
| Canada (Canadian Hot 100)               | 13                 |
| Danemark (Tracklisten)                  | 5                  |
| Écosse (OCC)                            | 1                  |
| Espagne (PROMUSICAE)                    | 5                  |
| États-Unis (Billboard Hot 100)          | 10                 |
| États-Unis (Dance/Electronic Songs)     | 1                  |
| Finlande (Suomen virallinen lista)      | 1                  |
| France (SNEP)                           | 2                  |
| Hongrie (Rádiós Top 40)                 | 1                  |
| Irlande (IRMA)                          | 1                  |
| Italie (FIMI)                           | 2                  |
| Japon (Japan Hot 100)                   | 38                 |
| Nouvelle-Zélande (RMNZ)                 | 2                  |
| Norvège (VG-lista)                      | 1                  |
| Pays-Bas (Single Top 100)               | 1                  |
| Pays-Bas (Nederlandse Top 40)           | 1                  |
| Royaume-Uni (UK Singles Chart)          | 1                  |
| Slovaquie (IFPI Rádio)                  | 5                  |
| Suède (Sverigetopplistan)               | 1                  |
| Suisse (Schweizer Hitparade)            | 2                  |

## Certifications
| Pays                    | Certification |
| ----------------------- | ------------- |
| Allemagne (BVMI)        | Platine       |
| Australie (ARIA)        | 5 × Platine   |
| Autriche (IFPI)         | Platine       |
| Belgique (BEA)          | 2 × Platine   |
| Canada (Music Canada)   | 4 × Platine   |
| États-Unis (IFPI)       | 4 × Platine   |
| France (SNEP)           | Platine       |
| Italie (FIMI)           | 4 × Platine   |
| Nouvelle-Zélande (RMNZ) | Platine       |
| Pays-Bas (NVPI)         | Platine       |
| Royaume-Uni (BPI)       | 4 × Platine   |
| Suisse (IFPI)           | Platine       |